# Marc Drumaux

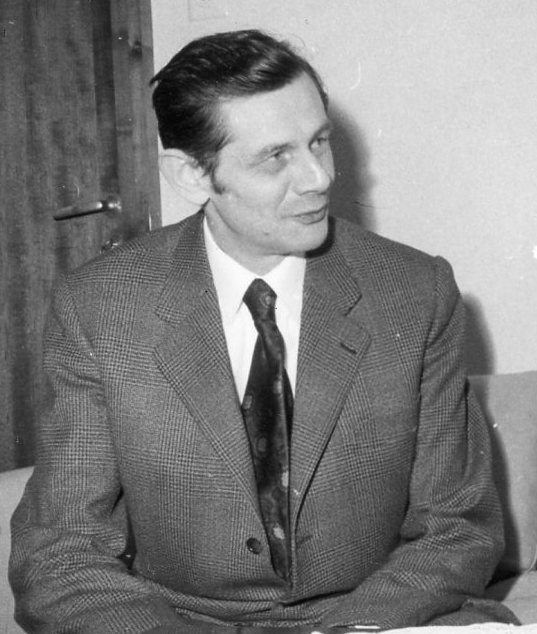
Marc Drumaux (1972)

Marc Drumaux [drʏˈmoː] (* 10. Mai 1922 in Ath; † 15. November 1972 in Uccle) war ein belgischer Politiker und eine Persönlichkeit der belgischen Arbeiter- und Widerstandsbewegung.

## Leben

### Jugend und Widerstand
Drumaux wuchs in einer Eisenbahnerfamilie auf. Nach seinem Schulabgang 1941 begann er selbst für die Eisenbahn zu arbeiten und schloss sich der Widerstandsbewegung an. 1942 trat er der illegalen Kommunistischen Partei Belgiens (KPB) bei. Im Auftrag der Partei arbeitete er unter Jugendlichen, war an der Bildung von Widerstandsgruppen und dem Vertrieb illegaler Schriften beteiligt und nahm selbst am Partisanenkampf gegen die deutsche Besatzung Belgiens teil.

### Parteifunktionär
Nach der Befreiung bis 1959 war er Mitglied des Parteikomitees und ihres Sekretariats in Tournai. 1957 wurde er in das ZK, 1960 in das Politbüro des ZK der KPB gewählt. Von 1963 bis 1965 war er zudem Mitglied des Sekretariats des ZK der KPB. Im Dezember 1966 wurde er zum stellvertretenden Parteivorsitzenden und zum Vorsitzenden der wallonischen Parteisektion gewählt, im  September 1966 schließlich zum Vorsitzenden der KPB.

### Abgeordneter
Ab 1961 war Drumaux Abgeordneter im belgischen Parlament für das Arrondissement Mons, von 1965 bis 1968 Vorsitzender der kommunistischen Fraktion.